# Алжир
Вижте пояснителната страница за други значения на Алжир.
Алжѝр (на арабски: الجزائر – Ал-Джаза́ир), с официално название Алжирска народно-демократична република (на арабски: الجمهورية الجزائرية الديمقراطية الشعبية – Ал-Джумхурѝя ал-Джазаирѝя ад-Димукратѝя аш-Шаабѝя), е държава в Северна Африка. Нейна столица и най-голям град е Алжир.
С площ от 2 381 714 km2 Алжир е най-голямата по площ държава в Африка и Арабския свят и 10-а в света. На север граничи със Средиземно море, на юг – с Мали, Мавритания и Нигер, на изток – с Либия и Тунис, на запад – с Мароко. По оценка на Националната служба по статистика броят на населението на страната, при средногодишен прираст от 800 хил. души, достига 40 млн. души през лятото на 2015 г.
Страната е полупрезидентска република, разделена административно на 48 провинции и 1541 общини. Президент на Алжир е Абделмаджид Тебун от 2019 година. Алжир е член на Африканския съюз, Арабската лига, Арабския магребски съюз, ОПЕК и ООН.
В своята история територията на днешен Алжир е под властта на множество държави и династии – Нумидия, финикийците, Картаген, Древен Рим, вандалите, Източната Римска империя, умаядите, абасидите, идрисидите, аглабидите, рустамидите, фатимидите, зиридите, хамадидите, алморавидите, алмохадите, османците и Френската колониална империя. Най-ранните обитатели на страната в историческо време са берберите, като при мюсюлманското завоюване на региона мнозинството от тях са арабизирани.
Официален език е книжовният арабски (общ за всички арабски страни), но в ежедневието се използва разговорният алжирски арабски език. Национален език е също берберският език тамазиг, широко разпространен (сред около 2/3 от населението) е и френският. Паричната единица на страната е алжирският динар.

## Етимология
Името на страната идва от столицата ѝ Алжир, което на свой ред е арабската дума Ал-Джаза́ир (الجزائر, al-Jazā'ir – „Островите“), съкратена форма на по-старото Jazā'ir Banī Mazghanna (جزائر بني مزغنة, „Острови на мазганското племе“).

## География
Алжир се намира в северната част на Африка, на брега на Средиземно море. Страната е на 10-о място по площ в света – над 21 пъти по-голяма от България. Средиземноморското крайбрежие (както и на север отделни части от планините и платата им) е единствената плодородна земя в страната.
Алжир се дели на две геоложки зони – на юг е Сахарската платформа, образувана още през докамбрия, и нагънатите Атласки планини, образувани по време на алпийския орогенезис.
Пристанища на Алжир: Анаба, Арзев, Айн-Темушент, Колло, Беджая, Жижел, Мостаганем, Оран, Тенес, Скикда.
В Северен Алжир е разположена централната част на Атласките планини, а в Алжирска Сахара – планините Ахагар. Централната и южната част на Алжир са заети от пустинята Сахара. Най-високата точка е връх Тахат, висок 3003 m.
Пустинята Сахара заема 80% от територията на страната и се състои от отделни пясъчни (Голям западен ерг, Голям източен ерг, Ерг-Игиди, Ерг-Шеш) и скалисти (Танезруфт, Тингерт, Тадемаит, Ел-Еглаб) пустини. В югоизточната част на алжирска Сахара се издига платото Ахагар, където е най-високата точка на Алжир – планината Тахат (2906 m). Платото Ахагар е издигнатият на повърхността метаморфен фундамент на Сахарската платформа, на възраст 2 милиарда години. От всички страни то е заобиколено от стъпаловидни възвишения – платото Тасилин-Аджер, Тасилин-Ахагар и планините Муйдир. На север, алжирска Сахара лежи на 26 м под морското равнище. Тук се намира соленото езеро Шот-Мелгир.
Недрата на Алжир са богати на нефт, газ, руди на черни и цветни метали, манган, фосфорит.
Най-дългата река в Алжир е Шелиф (или Шлеф) – около 700 km. Извира от Атласките планини и се влива в Средиземно море.
Климатът по алжирското крайбрежие е средиземноморски (Csa по Кьопен), с мека, влажна зима и горещо, сухо лято. Средната минимална температура за януари е около 9 °C, а средната максимална температура за август – около 30 °C. Количеството на валежите е около 650 mm.
Във високите части на Атлас температурите са по-ниски, отколкото по крайбрежието, а по южните му склонове количеството на валежите значително намалява. Характерен за тези области е южният вятър сироко/широко, духащ от пустинята и носещ със себе си прах и пясък. В Сахара климатът е сух пустинен, с големи температурни колебания и незначителни валежи. Минималните температури се доближават до 0 °C, а максималните надхвърлят 35 °C. Годишното количество на валежите в някои области е под 50 mm.
Зимата по крайбрежието е топла, дъжделива (12 °C през януари), в планините – прохладна (2 – 3 седмици има сняг), в Сахара зависи от времето на денонощието (през нощта е 0 °C, през деня – 20 °C). Лятото в Алжир е горещо и сухо. Годишното количество на валежите е от 0 – 50 mm в Сахара до 400 – 1200 mm в Атласките планини.
Всички реки на Алжир са водоеми (уеди), които се пълнят по време на дъждовния сезон. Реките на север се вливат в Средиземно море, а останалите се губят в пясъците на Сахара. Те се използват за напояване и водоснабдяване, за което по тях са изградени язовири и ВЕЦ. Котловините на езерата (себхи) също се пълнят по време на дъждовния сезон и пресъхват през лятото, когато се покриват със солена кора до 60 cm. В Сахара, в районите на големи подпочвени водни запаси, се намират големи оазиси.
Растителността по крайбрежието на Средиземно море е представена от вечнозелени дървета и храсти. В гористите Атласки планини растат гори от корков и каменен дъб, алепски бор, хвойна, атласки кедър и широколистни дървета. До височина от 500 m се отглеждат маслини и фъстъци. Растителността в Сахара е много бедна и се състои основно от треви и тръни.
Животинският свят е беден, тъй като до голяма степен е унищожен от човека. В горите на Атласките планини са запазени популации на зайци, диви свине и маймуни, в Сахара има гепарди, чакали, хиени, лисица фенек, сърни, антилопи адакс, хищни птици, дребни гризачи, змии, гущери, костенурки. От безгръбначните най-често срещани са скакалци и скорпиони.
Природните зони в Алжир са планински зони, пустини и полупустини, вечнозелени гори и храсти.

## История
- В древността, територията на съвременен Алжир е населена от древнолибийски племена.
- 9 – 2 век пр.н.е. – на крайбрежието са основани финикийски колонии.
- 3 – 2 век пр.н.е. – в северната част съществува държавата Нумидия. През 1 век пр.н.е. тя е покорена от Рим и през 46 г. пр.н.е. е превърната в римска провинция.
- 438 г. – крайбрежната част на Северна Африка (включително северната част от територията на съвременен Алжир) е завоювана от вандалите.
- 534 г. – нашествие на Византия и попадане под нейна власт.
- 7 век – Изгонване на византийците и присъединяване към Арабския халифат. Сред населението бързо се разпространява ислямът.
- 1518 г. – опасявайки се от колониалната експанзия на Испания, която завладява крайбрежните градове, местните владетели се обръщат за помощ към турците. Алжир (както и Тунис и Либия), в съвременните си граници, става провинция на Османската империя, като е разделена на 3 бейлика: Константин, Титери (Медеа) и Маскара (Оран). На крайбрежието на Алжир процъфтява пиратството.

През 1711 г. местните владетели успяват да постигнат относителна независимост от Високата порта.
През 1830 г. французите налагат своята власт в Алжир, използвайки като повод инцидент със свой дипломатически представител. На френските колонизатори обаче им се налага да водят жестока борба за всяка педя алжирска земя с местното население. По френски образец страната е разделена на департаменти, начело на които стоят префекти, а цялата страна се ръководи от генерал-губернатор.
Голям брой заселници от Франция, Италия и Малта се заселват в районите с най-плодородните алжирски земи. Тези заселници получават статут на пълноправни френски граждани за разлика от местното мюсюлманско население, което е оставено без същите права, макар че страната е съставена от отвъдморски департаменти на Франция (за разлика от съседните Мароко и Тунис, които са със статут на протекторати).
През 1954 г. в Алжир е създаден Фронт за национално освобождение, чиято цел е отхвърлянето на френското господство и извоюването на независимостта на страната. Започва партизанска война срещу френските колониални власти. През септември 1959 г. Париж официално признава правото на независимост на Алжир, но продължава протакането с нейното предоставяне. В резултат от проточилата се 8 години война за независимост на Алжир са сключени т.нар. Евиански споразумения на 18 март 1962 г.
След провеждане на референдум (на 3 юли) е обявена независимостта на Алжир на 5 юли 1962 г. Пръв алжирски президент става Ахмед Бен Бела.
През 1965 г. е извършен военен преврат и на власт идва Хуари Бумедиен, министър на отбраната и бивш съратник на Бен Бела. Той провъзгласява курс на строителство на социалистическа по идея, но прагматична по дух икономически и политическа система, с отчитане на алжирската специфика и без ориентация към какъвто и да е образец. В страната е устанавена еднопартийна система. През този период са укрепени и разширени връзките между СССР и Алжир, зародили се още в периода на войната за независимост на страната, и Алжир е считан за един от съюзниците на СССР, вървящ по „некапиталистически път на развитие“. Следващите 25 години са период на сравнителна стабилност за Алжир.
След смъртта на Бумедиен се развихря кратка борба между прозападната и лявата фракции в управляващата партия и през 1979 г. начело на страната и партията застава компромисният кандидат Шадли Бенджедид. В периода на неговото управление започват да дават резултати всички икономически проблеми, натрупани по времето на предходния президент, и към края на 80-те години страната се оказва на ръба на икономически колапс. През 1986 и 1988 г. настъпват масови безредици, предизвикани от влошаващото се качество на живот, за чието потушаване е привлечена армията.
През 1980-те години настъпва идеологическа промяна в религиозната област, като алжирското ръководство, в търсене на източници на икономическа помощ, приема курс на сътрудничество с консервативните мюсюлмански държави, отделяйки сериозни средства в развитието на ислямската инфраструктура. Местното духовенство идейно и финансово се преориентира към религиозните центрове на страните от Персийския залив. Резултатът е рязко засилване на фундаменталистките настроения сред духовенството и религиозните активисти. Фундаменталистите изискват преустройство на обществото съгласно законите на шериата и започват да се противопоставят на светските власти, обвинявайки ги в отклонение от нормите на исляма. В условията на нарастваща икономическа и политическа криза, ислямистите заявяват претенции към властта, с цел изграждането на теократична държава, основана на шериата и според заветите на Корана.
Към края на 1980-те години противоречията между привържениците на светската власт и ислямистите прерастват в гражданска война, завършила с поражение на фундаменталистите.
В края на декември 1991 г. – след като става ясно, че в резултат от първия тур на първите многопартийни избори властта в страната е напът да спечели Ислямският фронт за спасение, е създаден временен комитет от 4 членове (2 военни и 2 политици), който обявява изборите за фалшифицирани и анулира втория тур, принуждава президента Шадли Бенджедид да подаде оставка, установява военен режим и забранява Ислямския фронт за спасение. Ислямистите реагират с партизански и терористични действия. Тактиката на екстремистите е основана както на нападения срещу военни и полицейски сили и членове на елита, така и на действия с цел сплашване на населението. Апотеоз е убийството на президента на страната Мохамед Будиаф през юни 1992 г. Мащабната гражданска война продължава близо десетилетие (Черното десетилетие), а отделни случаи на тероризъм се наблюдават и понастоящем. Войната отнема живота на повече от 100 хиляди души – повечето от тях жертви на показни масови убийства и други терористични актове на ислямистки групировки. Държавата претърпява огромни икономически щети.
Само твърдата линия на военните лидери на Алжир в периода 1992 – 1999 г., позволява да се намали терорът и принуждава екстремистите да преговарят за национално помирение. В борбата с екстремистите широко участват местните хора под формата на групи за самозащита. Това прави трудна задачата на екстремистите в много области на страната, води до тяхната политическа изолация от обществото и освобождава значителни сили на армията и специалните сили за действие. Голямо значение се придава на установяването на контрол над ислямската инфраструктура, последователното отстраняване на радикални имами на джамии, както и прекъсване на каналите за външно финансиране на въоръжените екстремистки крила и техните политически структури.
На 27 април 1999 г. за президент на страната е избран дългогодишният министър на външните работи, известният политик Абделазиз Бутефлика.
През пролетта на 2001 г. политическата ситуация в страната се усложнява от криза в Кабилия – район с преобладаващо берберско население на изток от столицата. Масовите демонстрации на берберите са подавени от жандармерията (вътрешни войски), която използва оръжие – по официални данни са убити 60 и ранени две хиляди души. Твърдите репресии на властите предизвикват масови протести и гражданско неподчинение, довело до създаването на неформален орган на управление на берберите, наречен Координационен съвет на селските комитети на Кабилия, сред чиито изисквания е берберският език тамазиг да се издигне до статут на втори (след арабския) официален език.
През април 2004 г., след втората победа на Абделазиз Бутефлика на президентските избори, е обявена частична амнистия, по условията на която на метежниците се гарантира милост, ако доброволно се предадат и разоръжат. През септември 2005 г. на всенароден референдум е одобрен правителственият проект „Договор за мир и съгласие“, предвиждащ амнистия за бивши членове на групировките, прекратили въоръжената борба с властите и желаещи да се върнат към мирния живот. Най-голямата ислямистка групировка в страната обаче, „Салафистката група за проповядване и джихад“ (ок. 1000 бойци), присъединила се през 2004 г. към международната терористична мрежа на „Ал-Каида“, официално обявява отказ от участие в проекта. През октомври 2006 г. лидерът на групата Абу Мусаб Абдел Удуд обявява началото на „дългосрочна война против интересите на САЩ и Запада в региона на Арабския Магриб“. През септември 2009 г. за президент на страната, за 3-ти път, е избран Абделазиз Бутефлика.
По време на Арабската пролет, вълненията в Алжир започват в началото на декември 2010 г., по-рано от тези в Тунис. Те са предизвикани от безработицата, лошото положение на младежта в Алжир, недостига на жилища. Важна роля изиграва и рязкото покачване на цените, нанесло удар по бедните слоеве на населението. Усилени под влиянието на победата на революцията в Тунис, те достигат значителен размах в началото на 2011 г. На 1 януари в столицата избухват протести против покачването на цените с 30%, по-късно и по регионите на страната. На 22 януари се провежда демонстрация в Алжир, при която има 42 пострадали, няколко души са арестувани. На 3 февруари президентът Бутефлика съобщава за началото на политически реформи в близко време – отмяна на извънредното положение (в сила от 1992 г.), достъп на партиите до радиостанции. На 13 февруари отново има демонстрации на площадите в Алжир, няколко хиляди души са задържани, има стълкновения с полицията. На 24 февруари е отменено извънредното положение.
Абделазиз Бутефлика е преизбран за президент за 4-ти мандат на президентските избори на 14 април 2014 г.

## Население
Населението на Алжир през 2006 г. е 32 930 091 души.
Възрастов състав (2006):
- 0 – 14 години: 28,1% (мъже 4 722 076 / жени 4 539 713)
- 15 – 64 години: 67,1% (мъже 11 133 802 / жени 10 964 502)
- над 65 години: 4,8% (мъже 735 444 / жени 834 554)

Около 99% от населението на Алжир е съставено от араби и бербери, има 25 000 французи.
Религиозен състав:
- 97% – мюсюлмани (предимно сунити)
- 3% – други (предимно християни и юдеи)

## Държавно устройство
Алжир е полупрезидентска република. Президентът се избира за срок от 5 години. Той свиква и ръководи правителството, назначава неговия първи министър.
Законодателната власт в Алжир е представена от двукамарен парламент. Горната камара – Национален съвет, има 144 места за сенатори, от които 2/3 се избират пропорционално от населението, а 1/3 се назначават от президента. Долната камара – Национално народно събрание, има 462 места за депутати, избирани на всеки 5 години.
Най-големите партии, представени в парламента, са Фронт за национално освобождение (220 места), Национално демократично обединение (68 места), Зелен Алжир (48 места). Тези 3 партии влизат в „Президентски алианс“, лоялен на президента Бутефлика.

## Административно деление
Алжир има 3-степенно административно деление. Административно-териториалните единици са следните (от най-високата към най-ниската степен): област (уила̀я), околия (да̀ира), община (балядѝя).
Страната е разделена на 58 области, 547 околии, 1541 общини. Околиите и общините на столичната област Алжир включват не само градове и села, но и части от самия град Алжир.
Областите са следните:
1. Адрар
2. Шлеф
3. Лагуат
4. Ум ел-Буаги
5. Батна
6. Беджая
7. Бискра
8. Бешар
9. Блида
10. Буира
11. Таманрасет
12. Тебеса
13. Тлемсен
14. Тиарет
15. Тизи Узу
16. Алжир
17. Джелфа
18. Джиджел
19. Сетиф
20. Саида
21. Скикда
22. Сиди Бел Абес
23. Анаба
24. Гелма
25. Константин
26. Медеа
27. Мостаганем
28. М'сила
29. Маскара
30. Уаргла
31. Оран
32. Ел-Баяд
33. Илизи
34. Бордж Бу Ареридж
35. Бумердес
36. Ел-Тарф
37. Тиндуф
38. Тисемсилт
39. Ел-Уед
40. Хеншела
41. Сук Ахрас
42. Типаза
43. Мила
44. Айн Дефла
45. Наама
46. Айн Темушент
47. Гардая
48. Релизан
49. Бордж Бажи Мохтар
50. Ин Салах
51. Джанет
52. Ин Гезам
53. Ел М'геир
54. Тугурт
55. Бени Абес
56. Тимимун
57. Улед Джелал
58. Ел Мениа

## Икономика
Течните горива са гръбнакът на икономиката на Алжир, като съставляват 60% от бюджетните приходи, 30% от БВП и повече от 97% от експортните постъпления. Страната се нарежда в света по износ на нефт на 10 – 12 място, а на природен газ – на 4 – 5 място. Пътната мрежа е концентрирана в северната част на страната, която е и най-гъсто населената. Страната разполага с по-слабо развит туристически сектор в сравнение със съседните страни.
Със своите 11,8 милиарда барела страната заема 14-о място по количество на петролните резерви. Разполага със 7-ите по значимост запаси от природен газ в света. Основните производства са добивът на нефт и природен газ, както и консервната промишленост. След дълъг период на забрани и изкореняване на лозята Алжир възобновява производството на вино. Властите в Алжир полагат усилия по диверсификация на икономиката и привличане на чуждестранни и вътрешни инвестиции в други отрасли. Структурните изменения в икономиката обаче, като развитието на банковия сектор и строителството на инфраструктура, се провеждат бавно, отчасти заради корупцията и бюрократизма.
БВП на човек от населението през 2012 г. е 8,7 хил. щатски долара (91-во място в света). Под прага на бедност е 17% от населението. Безработицата е 15,8% (през 2008 г.). Средната заплата през 2009 г. е 510 щатски долара. По сфери на заетост работещите се разпределят по следния начин: на държавна служба 32%, в търговията 14,6%, в селското стопанство 14%, в промишлеността 13,4%, в строителството и комуналните услуги 10%, други 16% (през 2003 г.). Промишлеността (62% от БВП през 2008 г.) е основно добив на нефт и газ, лека промишленост и енергетика. Селското стопанство (8% от БВП през 2008 г.) – пшеница, ечемик, овес, грозде, маслини, цитруси, плодове, развъждат се различни породи овце и крави.
Износ (78,2 млрд. щатски долара през 2008 г.) – нефт, газ, нефтопродукти – 97%. Основни потребители – САЩ 23,9%, Италия 15,5%, Испания 11,4%, Франция 8%, Нидерландия 7,8%, Канада 6,8%. Внос (39,2 млрд. щатски долара през 2008 г.) – промишлена продукция, храни, стоки за потребление. Основни доставчици – Франция 16,5%, Италия 11%, Китай 10,3%, Испания 7,4%, Германия 6,1%, САЩ 5,5%.
Общата дължина на тръбопроводите за транспортиране на природен газ, втечнен нефтен газ, газов кондензат и петрол е 15 700 km. Вътрешната мрежа от магистрални газопроводи е с обща дължина 8,4 хил. km. През страната минават газопроводите Трансмед (Алжир-Тунис-Италия) с дължина 2600 km (включително 550 km в Алжир) и Магреб-Европа (Алжир, Мароко, Испания) – 1365 km.
Общата дължина на нефтопроводите (5,9 хил. km) позволява изпомпване до крайбрежието на 84 млн. тона нефт годишно. Основните нефтопроводи са Хауд ел Хамра-Арзев, Хауд ел Хамра-Беджая, Ин Аменас-Сехира (Тунис), Хауд ел Хамра-Месдар-Скикда.

## Транспорт
Вътрешните превози на товари се извършват чрез автомобилен и железопътен транспорт. Общата дължина на автомобилните пътища е 104 хил. km, от които с твърдо покритие 71 600 km. На тях се падат 85% от пътническите и 73% от товарните превози.
Дължината на железниците е 4800 km. От тях 1100 km са теснолинейни пътища, 300 km са електрифицирани (1998). Обем на железопътните превози: товарни – 2082 млн. тонкилометра, пътнически – 2077 млн. пътникокилометра.
Морският транспорт представлява 70% от външнотърговските товарни превози (железопътният е 20%, автомобилният – 10%).
Основни пристанища: Алжир, Арзев, Анаба, Беджая, Оран, Мостаганем, Скикда.
В страната има 136 летища, от тях – 51 с бетонна полоса. Развит е вертолетният транспорт. Авиотранспортът превозва средно 3,5 млн. пътници на година.
Главното международно летище от клас А е столичното „Хуари Бумедиен“, край град Дар-ел-Бейда. Международни линии обслужват още 6 летища, в това число в Константин и Оран.

## Култура
Литература

Съвременната алжирска литература, разделена между арабския и френския език, е силно повлияна от новата история на страната. Известни поети в съвременен Алжир са Муфди Закария, Мохамед ал Аид – от средата на 20 век, и Ашур Фенни и Азраг Омар от края на 1980-те. Известните алжирски писатели на 20. век включват Мохамед Диб, Албер Камю, Катеб Якине и Ахлам Мостеганеми, а Ася Джебар е превеждан на много езици. Сред важните писатели от 1980-те години са Рашид Мимуни, по-късно вицепрезидент на „Амнести интернешънъл“, и Тахар Джаут, убит от ислямистка групировка през 1993 г. заради своите светски възгледи.
Във философските и хуманитарните науки, Жак Дерида, бащата на деконструкцията, е роден в Ел Биар в Алжир; Малек Бенаби и Франц Фанон са прочути с техните размисли върху деколонизацията, Августин е роден в Тагаст (днешния Сук Ахрас), а Ибн Халдун, макар и роден в Тунис, пише „Мухадима“ по време на престоя си в Алжир.
Алжирската култура е силно повлияна от исляма, основната религия в страната. Произведенията на рода Сануси от времената преди колониалния режим, и на Емир Абделкадер и шейх Бен Бадис от колониалните времена, са широко известни. Латинският автор Апулей е роден в Мадаурус (Мдаурух в днешен Алжир).
Музика

Сред алжирските музикални жанрове най-известен е раи, поп жанр с мотиви от алжирската народна музика, изпълняван от световни звезди като Халед и Хеб Мами. В Алжир, раи остава най-популярният жанр, но по-старото поколение все още предпочита шааби, който се изпълнява например от Даман ел Харачи. За по-класическия вкус, андалуската музика, навлязла чрез бежанците мориски, е запазена в много крайбрежни градове.